# Manmad

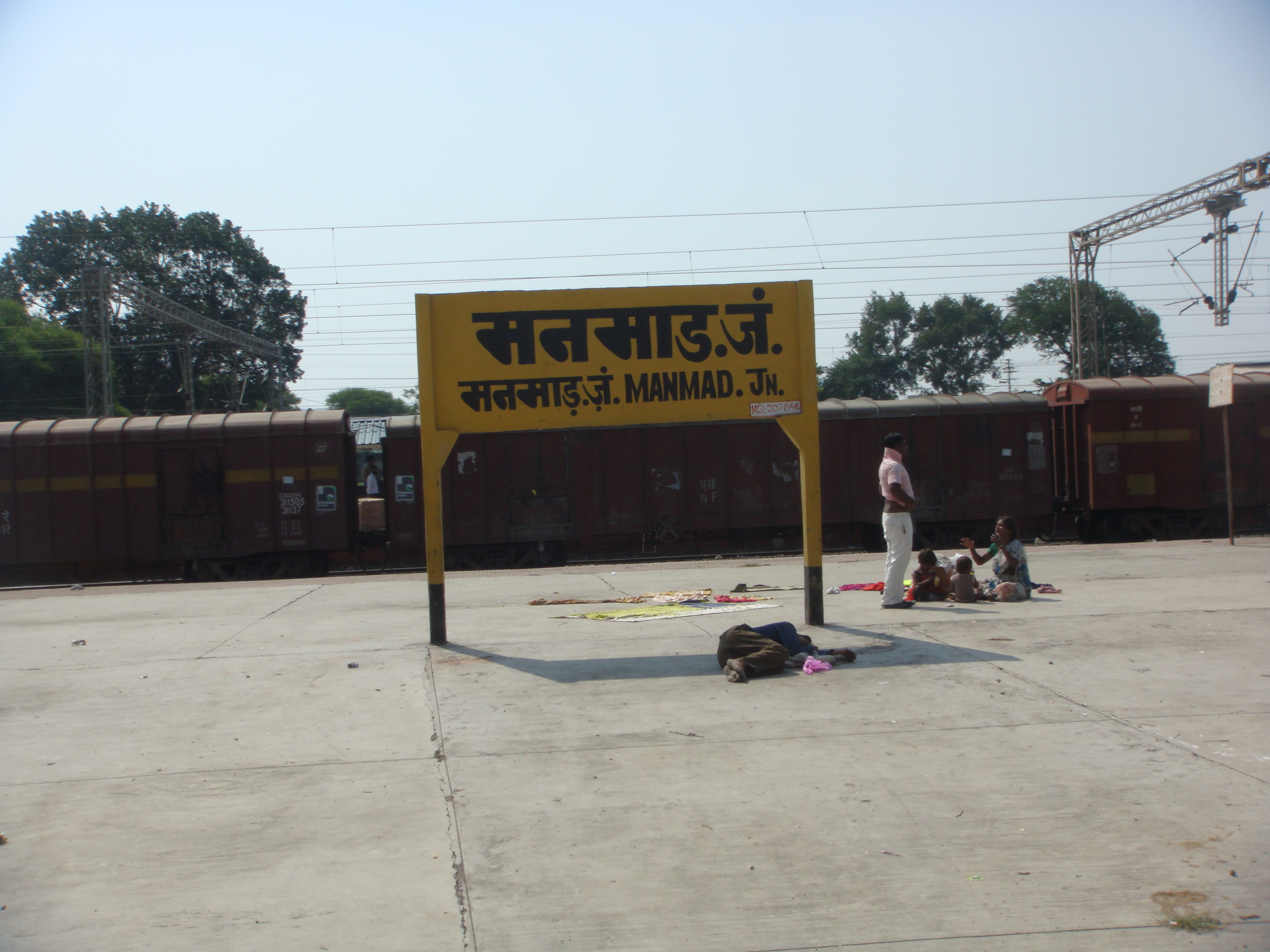
Cartell de Mannad.

Manmad (en marathi: मनमाड) és un municipi del districte de Nashik a l'estat de Maharashtra, a l'Índia. És el tercer municipi més gran del districte, amb una població de 80.058 habitants el 2001.